# Agigea
Agigea – wieś w Rumunii, w okręgu Konstanca, w gminie Agigea. W 2011 roku liczyła 4853 mieszkańców.